# Tatra RT6S
Tatra RT6S ist die Typenbezeichnung einer teilweise niederflurigen Straßenbahn von ČKD Tatra. Der dreiteilige Wagen war ursprünglich als Nachfolger des Tatra RT6N1 vorgesehen.

## Geschichte
Der Wagen wurde am 17. September 1996 auf der Messe in Brno vorgestellt. Es war der zweite Niederflur-Prototyp mit Siemens-Elektrotechnik. Die Gemeinschaftsarbeit von Tatra (Wagenkasten), Siemens (Elektrik), DUEWAG-Fahrgestell vom tschechischen Hersteller Tatra wurde in den Nächten des August 1998 erstmals in Prag als Probefahrzeug verwendet, um später an den Verkehrsbetrieb der Stadt Liberec verkauft zu werden. In Liberec traf der im Dezember extra für die Stadt umlackierte Wagen mit der Nummerierung 85 ein. Im gleichen Monat lief er 2.000 Probekilometer in Liberec, damit er am 31. Dezember erstmals im Liniendienst fahren konnte. Aufgrund seiner teilweise grünen Färbung erhielt der Wagen den Spitznamen „Krokodil“. Bis 2003 sollten weitere fünf Fahrzeuge geliefert werden. Dies wurde jedoch aufgrund der Auflösung von ČKD Tatra nicht mehr erfüllt. Seit Ende 1999 stand der einzig hergestellte RT6S aufgrund von Problemen mit der Elektronik und den Bremsen still, wurde daraufhin im Juni 2000 wieder fahrbereit gemacht und fuhr seit Anfang Juli 2000 wieder im Linieneinsatz.
Seit Ende des Jahres 2003 ist der Wagen in Liberec wieder abgestellt und nicht mehr in Verwendung. Grund dafür war die Unwirtschaftlichkeit aufgrund von zu schneller Abnutzung der Räder, was auf den geringen Durchmesser zurückzuführen ist. Der Wagen stand bis Dezember 2013 im Depot der Verkehrsbetriebe von Liberec.
Nach Plänen aus den 2000er Jahren sollte der Prototypwagen als Ausstellungsstück für das geplante Liberecer Straßenbahnmuseum dienen, was jedoch nicht verwirklicht wurde. Der endgültige Verkauf erfolgte Ende 2013 und der Zug verließ Liberec am 13. Dezember desselben Jahres auf der Eisenbahn. Es wurde nach Herlíkovice transportiert, wo es seitdem im Freien auf einem kurzen Stück verlegter Gleise stand. Die Straßenbahn sollte innen renoviert und als Bar und Skiverleih genutzt werden, da sie in der Nähe des Skigebiets lag. Dieser Plan wurde jedoch nicht verwirklicht. Anfang 2018 wurde der Zug zum Verkauf angeboten und später aus Herlíkovice abtransportiert.